# Frånö
Frånö est une localité de la commune de Kramfors dans le comté de Västernorrland en Suède.
Sa population était de 640 habitants en 2010.